# 敬惠公主
敬惠公主（韓語：경혜공주，1435年—1473年）是朝鮮王朝時期的一位公主。她是朝鮮文宗與顯德王后權氏的長女，亦是朝鮮端宗的胞姐。
敬惠公主生於乙卯年，即朝鮮世宗十七年（1435年），後來被封為平昌郡主。
她在幼年時曾因災厄，避居趙由禮家，便以趙由禮為養父。世宗三十二年（1450年）正月，與參判鄭忠敬之子鄭悰結婚。不久後，世宗昇遐，文宗繼位，她被封為敬惠公主。文宗命將陽德坊三十餘區拆除搬遷，營建府邸賜給鄭悰。司憲持平尹沔上書試圖勸阻，不果。
端宗繼位後，時常駕臨甚至留宿鄭悰的府邸，遭致百官的非議。1453年，因鄭悰告發鄭孝全、鄭孝孫等人謀亂，獲賜奴婢五十口。1455年，首陽大君篡位，是為朝鮮世祖。鄭悰聯合錦城大君密謀推翻首陽大君，被發現，鄭悰流放京畿道的楊根。敬惠公主得病，通過端宗向世祖求情，世祖便將鄭悰放還，但不久後被流放光州。1461年，鄭悰密謀擁立端宗復位，被世祖淩遲處死，其家族都被削去宗籍。鄭悰死後，敬惠公主削髮為尼，過著清貧的生活。在貞熹王后的求情下，世祖恢復了敬惠公主的宗室身份，將鄭悰原來的地產和財產賜還給她。成宗四年（1473年）病逝，其墓在京畿道高陽的大慈洞。
敬惠公主與鄭悰育有一子，海平府院君鄭眉壽，仕成宗、燕山君、中宗三朝。

## 家族
- 夫：鄭倧
  - 子：鄭眉壽
    - 養孫：鄭承休，生父鄭守慶[3]
      - 曾孫：鄭元禧
      - 曾孫女：鄭崇福，鄭承休長女，中宗第三子錦原君，受封波澄郡夫人

據《敬惠公主墓誌》墓誌，公主育有一女，不過此女在《璿源錄》中並無記載。

## 相關影視作品及飾演者
- 《韓明澮（朝鲜语：한명회 (드라마)）》，KBS，1994年，演員：전소희
- 《公主的男人》，KBS，2011年，演員：洪洙賢

## 附註
1. ↑  《三灘集·敬惠公主墓誌》「……乙卯，生公主。庚午，下嫁鄭悰。……癸巳冬十有二月，遘疾。上遣內醫，幷賜藥治之，不效。二十八日某甲，卒于第，享年四十。……」
2. ↑  .   [2016-04-16]. （原始内容存档于2016-04-24）.
3. ↑  https://jsg.aks.ac.kr/data/serviceFiles/pdf/K2-1046_033.pdf （页面存档备份，存于） (139)